# 萊克桑蒂特拉 (北卡羅萊納州)
萊克桑蒂特拉（英語：Lake Santeetlah）是一個位於美國北卡羅萊納州葛蘭姆縣的城鎮。

## 人口
根據2020年美國人口普查的數據，萊克桑蒂特拉的面積為0.50平方千米，皆為陸地。當地共有人口38人，而人口密度為每平方千米76人。